# Берлінський міжнародний кінофестиваль 2018
68-й Берлінський міжнародний кінофестиваль - кінофестиваль, який проходив з 15 по 25 лютого 2018 року в Берліні. Міжнародне журі фестивалю очолив німецький кінорежисер Том Тиквер. Кінофестиваль вперше в історії відкрився не ігровим — анімаційним фільмом «Острів собак» режисера Веса Андерсона. У цілому в конкурсній програмі фестивалю було представлено 23 фільми; на призи кіноконкурсу — Золотого і Срібних ведмедів — претендували 19 з них. Загалом на фестивалі було представлено близько 400 кіноробіт у 9 програмах. «Золотого ведмедя» отримала стрічка «Не торкайся» румунської кінорежисерки Адіни Пінтіліє.

## Перебіг фестивалю
Відкриття кінофестивалю відбулося увечері 15 лютого 2018. 18 грудня 2017 року було оголошено про перші 10 фільмів, які були відібрані для участі в основній конкурсній програмі фестивалю, та 2 стрічки, що братимуть участь у програмі Berlinale Special Gala. 15 січня 2018 Берлінський МКФ оголосив ще десять фільмів з програми основного конкурсу і три фільми програми гала-показів. Ще п'ять фільмів основної конкурсної програми та 6 стрічок програми Спеціальних показів фестивалю були оголошені 22 січня 2018. Остаточний список фільмів основного конкурсу та програми Спеціальних показів був сформований 6 лютого 2018.
6 лютого 2018 Берлінський кінофестиваль оголосив програму «Пошана» (англ. Homage), що цього року присвячена американському акторові Віллему Дефо, якому буде вручено Почесний «Золотий ведмідь». До програми увійшли 10 фільмів різних років і режисерів за участю актора.
6 лютого 2018 був оголошений повний склад міжнародного журі основного конкурсу 68-го Берлінського міжнародного кінофестивалю. Головою став німецький кінорежисер, сценарист, композитор і продюсер Том Тиквер, про що було оголошено раніше. Членами журі обрані: акторка Сесіль де Франс (Бельгія), фотограф і колишній директор Іспанської Фільмотеки Чемо Прадо (Іспанія), продюсер Адель Романські (США), композитор Рюїті Сакамото (Японія) та кінокритик Стефані Захарек (США).

## Участь України
На 68-му Берлінському кінофестивалі в паралельній програмі «Форум» 19 лютого відбулася світова прем'єра документального фільму українського режисера Сергія Лозниці «День Перемоги», знятого в Німеччині. Також до конкурсної програми «Панорама» відібрано повнометражний дебютний фільм Марисі Нікітюк «Коли падають дерева», світова прем'єра якого відбулася 20 лютого 2018.
До складу журі премії Teddy Award на кінофестивалі цього року обраний представник від України — програмний координатор Київського міжнародного кінофестивалю «Молодість», куратор програми фільмів на ЛГБТ-тематику «Сонячний зайчик» Богдан Жук.
З 15-го по 23 лютого на Європейському кіноринку (англ. European Film Market, EFM) 68-го Берлінського міжнародного кінофестивалю працював Український національний стенд, фінансування та організація якого, а також проведення інших заходів у рамках кінофестивалю здійснюється спільними зусиллями Державного агентства України з питань кіно, Міністерства закордонних справ України та провідними учасниками української кіноіндустрії.

## Журі

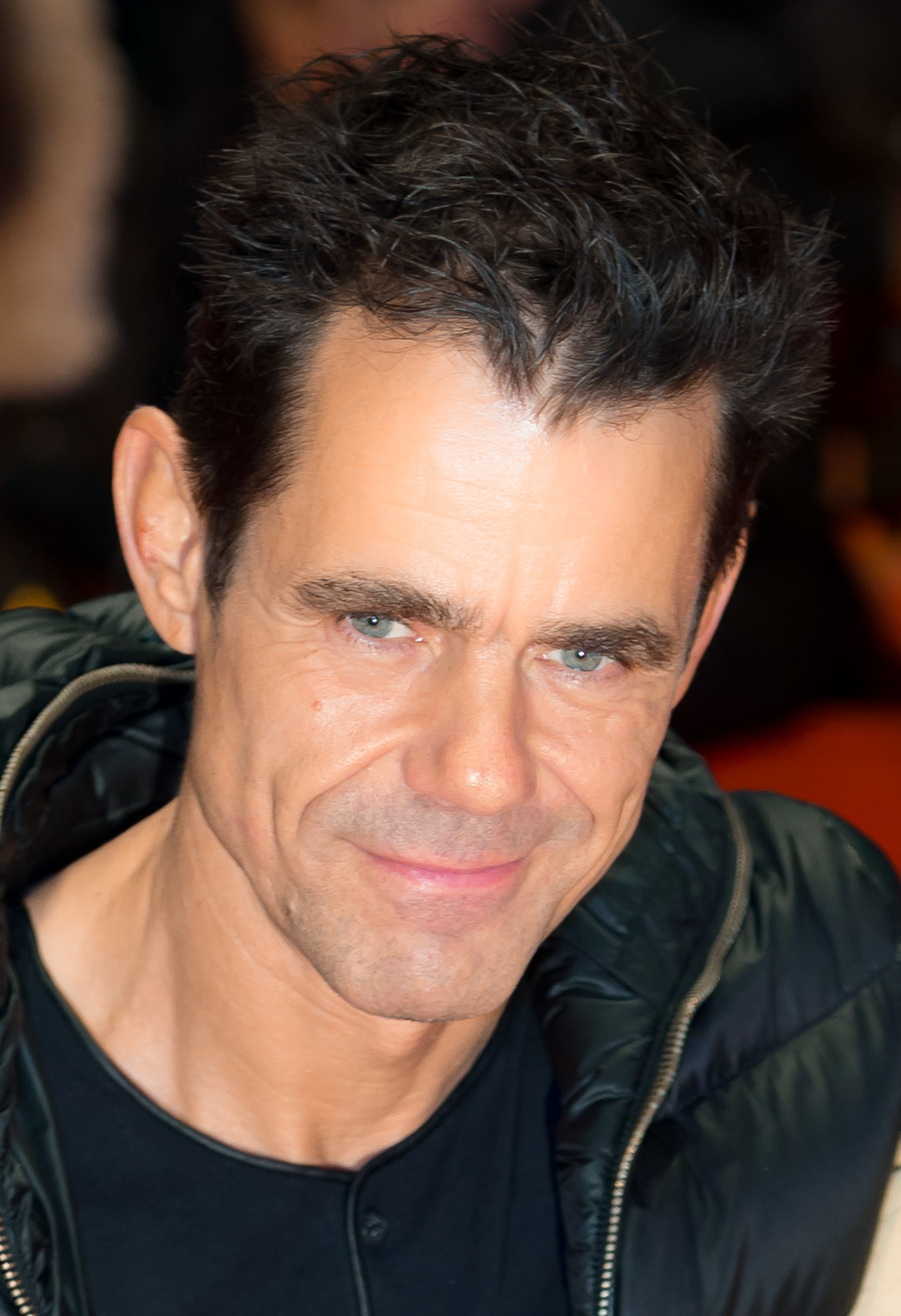
Голова журі Том Тиквер

### Конкурс
- Том Тиквер, Голова журі, кінорежисер
- Сесіль де Франс, акторка
- Чемо Прадо, фотограф
- Адель Романські, продюсер
- Рюіті Сакамото, композитор
- Стефані Захарек, кінокритик

### Дебютний конкурс
- Йонас Карпіньяно, режисер
- Келін Петер Нецер, кінорежисер
- Ноа Реґев, виконавчий директор Єрусалимської сінематеки

### Короткометражний конкурс
- Діого Коста Амаранте, кінорежисер
- Джиоті Містрі, кінорежисер
- Марк Тоскано

### Документальний конкурс
- Сінтія Жил, спів-директор фестивалю документальних фільмів Doclisboa
- Ульріке Оттінгер, режисер, сценарист, фотограф
- Ерік Шлоссер, журналіст, сценарист, режисер

## Програма
| ** | Фільми ЛГБТ-тематики; претенденти на Премію «Тедді»[19] |

### Конкурс
Наступні фільми були відібрані для участі в конкурсі на здобуття Золотого ведмедя та Срібного ведмедя:
| Фільм                               | Оригінальна назва                          | Режисер(и)                    | Країна виробництва                                        |
| ----------------------------------- | ------------------------------------------ | ----------------------------- | --------------------------------------------------------- |
| Дівиця                              | Damsel                                     | Девід Зеллнер, Натан Зеллнер  | США                                                       |
| Довлатов                            | Довлатов                                   | Олексій Герман                | Росія, Польща, Сербія                                     |
| Єва                                 | Eva                                        | Бенуа Жако                    | Франція                                                   |
| Ім'я мого брата Роберт, і він ідіот | Mein Bruder heißt Robert und ist ein Idiot | Філіп Гренінг                 | Німеччина, Франція                                        |
| Молитва                             | La prière                                  | Седрік Кан                    | Франція                                                   |
| Дочка моя                           | Figlia mia                                 | Лаура Біспурі                 | Італія, Німеччина, Швейцарія                              |
| Музей                               | Museo                                      | Алонсо Руїспаласіош           | Мексика                                                   |
| Не торкайся**                       | Touch Me Not                               | Адіна Пінтіліє                | Румунія, Німеччина, Чехія, Болгарія, Франція              |
| Не хвилюйся, він далеко не піде**   | Don't Worry, He Won't Get Far on Foot      | Ґас Ван Сент                  | США                                                       |
| Нерухомість                         | Toppen av ingenting                        | Манс Манссон, Аксель Петерсен | Швеція, Велика Британія                                   |
| Обличчя                             | Twarz                                      | Малгожата Шумовська           | Польща                                                    |
| Острів собак*                       | Isle of Dogs                               | Вес Андерсон                  | США                                                       |
| Свиня                               | Khook                                      | Мані Хагігі                   | Іран                                                      |
| Час диявола                         | Ang Panahon ng Halimaw                     | Лав Діас                      | Філіппіни                                                 |
| Спадкоємиці**                       | Las herederas                              | Марчело Мартинессі            | Парагвай, Німеччина, Уругвай, Норвегія, Бразилія, Франція |
| Транзит                             | Transit                                    | Крістіан Петцольд             | Німеччина, Франція                                        |
| Три дні з Ромі Шнайдер              | 3 Tage in Quiberon                         | Емілі Атеф                    | Німеччина, Австрія, Франція                               |
| Між рядами                          | In den Gängen                              | Томас Стубер                  | Німеччина                                                 |
| Утея. 22 липня                      | Utøya 22. juli                             | Ерік Поппе                    | Норвегія                                                  |

* — Фільми відкриття кінофестивалю

### Поза конкурсом
Наступні фільми були відібрані для позаконкурсної програми:
| Фільм              | Оригінальна назва | Режисер(и)       | Країна виробництва           |
| ------------------ | ----------------- | ---------------- | ---------------------------- |
| Операція «Ентеббе» | 7 Days in Entebbe | Жозе Паділья     | США, Велика Британія         |
| Ага                | Ága               | Мілко Лазаров    | Болгарія, Німеччина, Франція |
| Ельдорадо (док.)   | Eldorado          | Маркус Імхоф     | Швейцарія, Німеччина         |
| Не в собі          | Unsane            | Стівен Содерберг | США                          |
| Чорний 47-й        | Black 47          | Ленс Дейлі       | Ірландія, Люксембург         |

### Панорама
У програму «Панорама» традиційно відбираються нові незалежні й авторські фільми, які порушують суперечливі теми або мають нетрадиційний естетичний стиль. Як правило, ці стрічки викликають великий резонанс у кіноспільноті та активно обговорюються. Список фільмів програми оприлюднений 15—25 лютого 2018. У неї відібрані 47 стрічок із 40 країн. Покази 37 фільмів стануть світовими прем'єрами. У програмі — 16 режисерських дебютів.
Наступні стрічки були відібрані для участі у програмі «Панорама»:
Художні фільми
| Фільм                               | Оригінальна назва                            | Режисер(и)                             | Країна виробництва                   |
| ----------------------------------- | -------------------------------------------- | -------------------------------------- | ------------------------------------ |
| Вторгнення**                        | Hojoom                                       | Шахрам Мокрі                           | Іран                                 |
| Генезис                             | Genezis                                      | Арапад Богдан                          | Угорщина                             |
| Горизонт                            | Horizonti                                    | Тінатін Каджрішвілі                    | Грузія, Швеція                       |
| Жибріль                             | Jibril                                       | Генріка Кулл                           | Німеччина                            |
| Дівчата завжди щасливі              | Rou qing shi                                 | Yang Mingming                          | КНР                                  |
| Земля                               | Land                                         | Бабак Джалілі                          | Італія, Франція, Нідерланди, Мексика |
| Коли падають дерева                 | Коли падають дерева                          | Марися Нікітюк                         | Україна, Польща, Північна Македонія  |
| Лимонад                             | Lemonade                                     | Йоана Ерікару                          | Румунія, Канада, Німеччина, Швеція   |
| Людина, простір, час і знову людина | Inkan, gongkan, sikan grigo inkan            | Кім Кі Дук                             | Південна Корея                       |
| Маламбо, хороша людина**            | Malambo, el hombre bueno                     | Сантьяго Лоса                          | Аргентина                            |
| Мерилін**                           | Marilyn                                      | Мартін Родрігес Редондо                | Аргентина, Чилі                      |
| Мої провінціали**                   | Mes provinciales                             | Жан-Поль Ціверак                       | Франція                              |
| Край річки**                        | River's Edge                                 | Ісао Юкісада                           | Японія                               |
| Недільна недуга                     | La enfermedad del domingo (Sunday's Illness) | Рамон Салазар                          | Іспанія                              |
| Передчуття                          | Yocho                                        | Кійосі Куросава                        | Японія                               |
| Профіль                             | Profile                                      | Тимур Бекмамбетов                      | США                                  |
| Стікс                               | Styx                                         | Вольфганг Фішер                        | Німеччина, Австрія                   |
| Тварина                             | L'Animale                                    | Катарина Макштейн                      | Австрія                              |
| Жорстка фарба**                     | Tinta bruta                                  | Марсіо Реолон, Філіпе Матцембахер      | Бразилія                             |
| Тридцять душ                        | Trinta Lumes                                 | Діана Туседо                           | Іспанія                              |
| Ударні хвилі. Ім'я: Матьє           | Ondes de choc — Prénom: Mathieu              | Ліонель Байєр                          | Швейцарія                            |
| Упущення                            | La omisión                                   | Sebastián Schjaer                      | Аргентина                            |
| Хлопці плачуть                      | La terra dell'abbastanza                     | Даміано Д'Інноченцо, Фабіо Д'Інноченцо | Італія                               |
| Щоденник мого розуму                | Journal de ma tête                           | Урсула Маєр                            | Швейцарія                            |
| **                                  | Garbage                                      | Q                                      | Індія                                |
|                                     | Xiao Mei                                     | Maren Hwang                            | Тайвань                              |
|                                     | Yardie                                       | Ідріс Ельба                            | Велика Британія                      |

Документальні фільми
| Фільм                    | Оригінальна назва          | Режисер(и)                                 | Країна виробництва                                     |
| ------------------------ | -------------------------- | ------------------------------------------ | ------------------------------------------------------ |
| Аль Ґамія                | Al Gami'ya                 | Рім Салех                                  | Ліван, Єгипет, Греція, Катар, Словенія                 |
| Вимагання**              | Shakedown                  | Лейла Вейнрауб                             | США                                                    |
| Готель «Югославія»       | Hotel Jugoslavija          | Ніколя Варньєр                             | Швейцарія                                              |
| Гра дівчат**             | Game Girls                 | Аліна Скшешевска                           | Франція, Німеччина                                     |
| Коли приходить війна     | Až přijde válka            | Ян Ґеберт                                  | Чехія, Хорватія                                        |
| Колишній шаман           | Ex Pajé                    | Луїс Болоньєзі                             | Бразилія                                               |
| Мовчання інших           | The Silence of Others      | Альмудена Каррацедо, Роберт Багар          | США, Іспанія                                           |
| Покоління розкоші        | Generation Wealth          | Лорен Грінфілд                             | США                                                    |
| Процес                   | O processo (The Trial)     | Марія Рамос                                | Бразилія, Німеччина, Нідерланди                        |
| Сімейне життя            | Familienleben              | Роза Ханна Циглер                          | Німеччина                                              |
| Те літо                  | That Summer                | Горан Г'юго Олссон                         | Швеція, Данія, США                                     |
| Упереджений              | Partisan                   | Лутц Пейнарт, Маттіас Ейларт, Адама Ульріх | Німеччина                                              |
| Центральний аеропорт THF | Zentralflughafen THF       | Карім Айнуз                                | Німеччина, Бразилія, Франція                           |
| Шовк і полум'я**         | The Silk and the Flame     | Джордан Шиле                               | США                                                    |
| Я бачу червоних          | Je vois rouge              | Бояна Панайотова                           | Франція, Болгарія                                      |
| **                       | Bixa Travesty              | Клаудія Присцилла, Кіко Гойман             | Бразилія                                               |
|                          | Kinshasa Makambo           | Дюду Хамаді                                | Республіка Конго, Франція, Швейцарія, Німеччина, Катар |
|                          | MATANGI / MAYA / M.I.A.    | Стів Лаврідж                               | США, Велика Британія, Шрі-Ланка                        |
| **                       | Obscuro Barroco            | Евангеліа Краніоті                         | Франція, Греція                                        |
|                          | Shut Up and Play the Piano | Філіпп Єдіке                               | Німеччина, Франція, Велика Британія                    |

## Форум
Список фільмів, що увійшли до програми секції «Форум» (нім. Forum), центральними темами яких є експериментальне кіно та роботи з далеких країн, був оголошений 18 січня 2018. До неї включені 44 фільми з таких країн як Німеччина, Велика Британія, Франція, Японія, Чилі, Південна Корея, Румунія та інших. З них покази 35 фільмів стали світовими прем'єрами, а дев'ять — міжнародними. До програми секції увійшов також документальний фільм українського кінорежисера Сергія Лозниці «День Перемоги».
Наступні фільми були відібрані для програми «Форум»:
| Фільм                     | Оригінальна назва                      | Режисер(и)                              | Країна виробництва                                 |
| ------------------------- | -------------------------------------- | --------------------------------------- | -------------------------------------------------- |
| 14 яблук                  | 14 Apples                              | Міді                                    | Тайвань, М'янма                                    |
| Аміко                     | Amiko                                  | Йоко Яманака                            | Японія                                             |
| Без громадянства          | Apatride                               | Нарджісс Неджар                         | Марокко                                            |
| Валдхаймський вальс       | Waldheims Walzer                       | Рут Беккерманн                          | Австрія                                            |
| Вежа. Ясний день          | Wieża. Jasny dzień                     | Ягода Шельц                             | - Польща                                           |
| Взаємообмін               | Interchange                            | Браян М. Кессіді, Мелані Шацьки         | Канада                                             |
| Виїзд                     | Aufbruch                               | Людвіг Вюст                             | Австрія                                            |
| Внутрішнє море            | Minatomachi (Inland Sea)               | Кадзухіро Сода                          | Японія, США                                        |
| Вовчий дім                | La casa lobo                           | Хоакін Косіна, Кристобаль Леон          | Чилі                                               |
| День Перемоги (док.)      | Victory Day                            | Сергій Лозниця                          | Німеччина                                          |
| Дерево                    | Drvo                                   | Андре Ґіль Мата                         | Португалія, Боснія і Герцеговина                   |
| Джаміля                   | Djamilia                               | Амінату Ешар                            | Франція                                            |
| Дикі родичі               | Wild Relatives                         | Юмана Манна                             | Німеччина, Ліван, Норвегія                         |
| За вітром                 | Con el viento                          | Меріцей Колей Апарісіо                  | Іспанія, Франція, Аргентина                        |
| Класичний період          | Classical Period                       | Тед Фендт                               | США                                                |
| Ліжко                     | La cama                                | Моніка Лайрана                          | Аргентина, Німеччина, Нідерланди, Бразилія         |
| Наш будинок               | Our House                              | Юї Кірохара                             | Японія                                             |
| Наше божевілля            | Our Madness                            | Жоао Віана                              | Мозамбік, Гвінея-Бісау, Катар, Португалія, Франція |
| Нескінченний футбол       | Fotbal Infinit                         | Корнеліу Порумбою                       | Румунія                                            |
| Нотатки про видимість     | Notes On an Appearance                 | Ріккі Д'Амброз                          | США                                                |
| Одне або два питання      | Unas preguntas                         | Кристіна Конрад                         | Німеччина, Уругвай                                 |
| Остання дитина            | Last Child                             | Shin Dong-seok                          | Південна Корея                                     |
| Перші шпальти             | Premières armes                        | Жан-Франсуа Кейсі                       | Канада                                             |
| Син                       | Сын                                    | Олександр Абатуров                      | Франція, Росія                                     |
| Слабкі                    | Los débiles                            | Рауль Ріко, Едуардо Гіральт Брун        | Мексика                                            |
| Слон сидить на місці      | An Elephant Sitting Still              | Ху Бо                                   | КНР                                                |
| Соляний стовп**           | Tuzdan Kaide                           | Бурак Чевік                             | Туреччина                                          |
| Старе кохання             | Old Love                               | Парк Кійонг                             | Південна Корея                                     |
| Театр війни               | Teatro de guerra                       | Лола Аріас                              | Аргентина, Іспанія                                 |
| У царстві досконалості    | L'empire de la perfection              | Жульєн Фару                             | Франція                                            |
| Хаотичне життя Наде Кадіч | Kaotični život Nade Kadić              | Marta Hernaiz                           | Мексика, Боснія і Герцеговина                      |
|                           | Afrique, la pensée en mouvement Part I | Жан-П'єр Беколо                         | Сенегал                                            |
|                           | Aggregat                               | Марі Вільке                             | Німеччина                                          |
|                           | Casanovagen                            | Луїза Дончен                            | Німеччина                                          |
|                           | Die Tomorrow                           | Nawapol Thamrongrattanarit              | Таїланд                                            |
|                           | Grass                                  | Хонг Сансу                              | Південна Корея                                     |
|                           | The Green Fog                          | Гай Меддін, Еван Джонсон, Гален Джонсон | США, Канада                                        |
|                           | Accidence                              | Гай Меддін, Еван Джонсон, Гален Джонсон | Канада                                             |
|                           | Jahilya                                | Хішам Ласрі                             | Марокко                                            |
|                           | Madeline's Madeline                    | Жозефіна Декер                          | США                                                |
|                           | Maki'la                                | Machérie Ekwa Bahango                   | Республіка Конго, Франція                          |
|                           | Mariphasa                              | Сандро Агілар                           | Португалія                                         |
|                           | Premières solitudes                    | Клер Симон                              | Франція                                            |
|                           | SPK Komplex (SPK Complex)              | Ґерд Кроске                             | Німеччина                                          |
| **                        | Yours in Sisterhood                    | Ірен Люстіг                             | США                                                |

## Generation
17 січня 2018 року був оголошений остаточний склад секції Generation 68-го Берлінського міжнародного кінофестивалю, однієї з конкурсних програм, яка присвячена фільмам про дітей та для дітей. Вона розділена на дві частини за віковим принципом: Generation 14plus (підлітки) і Generation Kplus (діти).
Цього року в секції представлені 65 повнометражних і короткометражних фільмів з 39 країн (у тому числі копродукційні проекти). Ці стрічки були відібрані із понад 2000 заявок. Фільмами відкриття обрано німецьку стрічку «303» Ганса Вайнгартнера в частині Generation 14plus та данський фільм «Неймовірна історія про гігантську грушу» в частині Generation Kplus.

## Спеціальні покази Берлінале
Наступні фільми були відібрані для програми спеціальних показів на кінофестивалі:
| Фільм             | Оригінальна назва                                 | Режисер(и)                | Країна виробництва                  |
| ----------------- | ------------------------------------------------- | ------------------------- | ----------------------------------- |
| Тиха революція    | Das schweigende Klassenzimmer                     | Ларс Крауме               | Німеччина                           |
| Книжкова крамниця | The Bookshop                                      | Ісабель Койшет            | Іспанія, Велика Британія, Німеччина |
| Молода Астрід     | Unga Astrid                                       | Пернілла Фішер Крістенсен | Швеція, Німеччина, Данія            |
| Перекладач        | The Interpreter                                   | Мартін Шулік              | Словаччина, Чехія, Австрія          |
| Пісняр (док.)     | Songwriter                                        | Мюррей Каммінгс           | Велика Британія                     |
| Щасливий принц**  | The Happy Prince                                  | Руперт Еверетт            | Німеччина, Бельгія, Італія          |
| (док.)            | AMERICA Land of the FreeKS                        | Уллі Ломмель              | Німеччина                           |
| (док.)            | Gurrumul                                          | Пол Вільямс               | Австралія                           |
|                   | Monster Hunt 2                                    | Raman Hui                 | КНР, Гонконг                        |
| (док.)            | RYŪICHI SAKAMOTO: async AT THE PARK AVENUE ARMORY | Stephen Nomura Schible    | США, Японія                         |
| (док.)            | Usedom — Der freie Blick aufs Meer                | Гайнц Брінкманн           | Німеччина                           |
| (док.)            | Viaje a los Pueblos Fumigados                     | Фернандо Соланас          | Аргентина                           |

## Інші програми
| Програма          | Фільм / Оригінальна назва                                          | Режисер(и)         | Країна                                            | Рік  |
| ----------------- | ------------------------------------------------------------------ | ------------------ | ------------------------------------------------- | ---- |
| Класика Берлінале | Старий закон / Das alte Gesetz                                     | Евальд Андре Дюпон | Німеччина                                         | 1923 |
| Класика Берлінале | Моє ХХ століття / Az én XX. századom                               | Ільдіко Еньєді     | Угорщина, Німеччина                               | 1989 |
| Класика Берлінале | Система безпеки / Fail-Safe                                        | Сідні Люмет        | США                                               | 1964 |
| Класика Берлінале | Життя за Агфі / Ha-Chayim Al-Pi Agfa                               | Ассі Даян          | Ізраїль                                           | 1992 |
| Класика Берлінале | Небо над Берліном / Der Himmel über Berlin                         | Вім Вендерс        | Німеччина, Франція                                | 1987 |
| Класика Берлінале | Летять журавлі / Летят журавли                                     | Михайло Калатозов  | СРСР                                              | 1957 |
| Класика Берлінале | Токійські сутінки / Tokyo Boshoku                                  | Ясудзіро Одзу      | Японія                                            | 1957 |
| Пошана            | Антихрист / Antichrist                                             | Ларс фон Трієр     | Данія, Німеччина, Франція, Швеція, Італія, Польща | 2009 |
| Пошана            | Автофокус / Auto Focus                                             | Пол Шредер         | США                                               | 2002 |
| Пошана            | Мисливець / The Hunter                                             | Деніел Неттхайм    | Австралія                                         | 2011 |
| Пошана            | Остання спокуса Христа / The Last Temptation of Christ             | Мартін Скорсезе    | США, Канада                                       | 1988 |
| Пошана            | Підводне життя зі Стівом Зісу / The Life Aquatic With Steve Zissou | Вес Андерсон       | США                                               | 2004 |
| Пошана            | Міссісіпі у вогні / Mississippi Burning                            | Алан Паркер        | США                                               | 1988 |
| Пошана            | Пазоліні / Pasolini                                                | Абель Феррара      | Франція, Італія, Бельгія                          | 2014 |
| Пошана            | Взвод / Platoon                                                    | Олівер Стоун       | США                                               | 1986 |
| Пошана            | Тінь вампіра / Shadow of the Vampire                               | Е. Еліас Меридж    | США, Велика Британія, Люксембург                  | 2000 |
| Пошана            | Жити і померти в Лос-Анджелесі / To Live and Die in L.A.           | Вільям Фрідкін     | США                                               | 1985 |

## Нагороди

### Офіційна програма
Фільми конкурсної програми отримали наступні нагороди:
| Нагорода                                      | Лауреат                                         | Країна   |
| --------------------------------------------- | ----------------------------------------------- | -------- |
| Золотий ведмідь                               | Не торкайся, реж. Адіна Пінтіліє                | Румунія  |
| «Срібний ведмідь» — Гран-прі журі             | Обличчя, реж. Малгожата Шумовська               | Польща   |
| Приз Альфреда Бауера                          | Спадкоємиці, реж. Марчело Мартинессі            | Парагвай |
| «Срібний ведмідь» за найкращу режисуру        | Вес Андерсон за Острів собак                    | США      |
| «Срібний ведмідь» найкращому актору           | Антоні Бажон за Молитва                         | Франція  |
| «Срібний ведмідь» найкращій акторці           | Ана Брун за Спадкоємиці                         |          |
| «Срібний ведмідь» за найкращий сценарій       | Алонсо Руїспаласіош за Музей                    | Мексика  |
| «Срібний ведмідь» за видатний художній внесок | Олена Окопна (художник-постановник) за Довлатов | Росія    |

Короткометражне кіно
| Нагорода                                              | Лауреат                                          | Країна           |
| ----------------------------------------------------- | ------------------------------------------------ | ---------------- |
| «Золотий ведмідь» на найкращий короткометражний фільм | Чоловіки за стіною реж. Інес Молдавськи          | Ізраїль          |
| Срібний ведмідь — Приз журі                           | Імфура реж. Самуель Ісімве                       | Швейцарія Руанда |
| Номінація Берлінале на Європейський кіноприз          | Буркіна-Бранденбургський комплекс реж. Улу Браун | Німеччина        |
| Приз Ауді                                             | Сонячна прогулянка реж. Река Буксі               | Данія            |

Документальне кіно
| Категорія                      | Лауреат                                 | Країна   |
| ------------------------------ | --------------------------------------- | -------- |
| Найкращий документальний фільм | Валдхаймський вальс реж. Рут Беккерманн | Австрія  |
| Особлива згадка                | Колишній шаман реж. Луїс Болоньєзі      | Бразилія |

Найкращий дебютний фільм
| Категорія                                       | Лауреат                         | Країна  |
| ----------------------------------------------- | ------------------------------- | ------- |
| Найкращий дебютний повнометражний ігровий фільм | Не торкайся реж. Адіна Пінтіліє | Румунія |

### Спеціальні нагороди
| Нагорода                   | Лауреат      | Країна    |
| -------------------------- | ------------ | --------- |
| Почесний «Золотий ведмідь» | Віллем Дефо  | США       |
| Камера Берлінале           | Бекі Пробст  | Швейцарія |
| Камера Берлінале           | Катріел Шорі | Ізраїль   |
| Камера Берлінале           | Їржі Менцель | Чехія     |

### Паралельні секції
Generation 14Plus
| Нагорода                                                  | Лауреат                                   | Країна                  |
| --------------------------------------------------------- | ----------------------------------------- | ----------------------- |
| «Кришталевий ведмідь» за найкращий фільм                  | Фортуна реж. Жерміналь Ру                 | Швейцарія Бельгія       |
| Спеціальна згадка                                         | Ретабло реж. Альваро Дельґадо-Апарісіо    | Перу Німеччина Норвегія |
| «Кришталевий ведмідь» за найкращий короткометражний фільм | Kiem Holijanda реж. Сара Вельтмеєр        | Нідерланди              |
| Спеціальна згадка — короткометражний фільм                | Je fais où tu me dis реж. Марі де Марікур | Швейцарія               |

Generation KPlus
| Нагорода                                                                                | Лауреат                               | Країна                                  |
| --------------------------------------------------------------------------------------- | ------------------------------------- | --------------------------------------- |
| Гран-прі міжнародного журі Generation KPlus за найкращий фільм                          | Sekala Niskala реж. Каміла Андіні     | Індонезія, Нідерланди, Австралія, Катар |
| Спеціальний приз міжнародного журі Generation KPlus за найкращий короткометражний фільм | Цікава дівчина реж. Раєш Прасад Гатрі | Непал                                   |

### Незалежні нагороди
Панорама — Приз глядачів
| Категорія                      | Лауреат                                               | Країна      |
| ------------------------------ | ----------------------------------------------------- | ----------- |
| Найкращий ігровий фільм        | Профіль реж. Тимур Бекмамбетов                        | США         |
| Найкращий документальний фільм | Мовчання інших реж. Альмудена Каррацедо, Роберт Багар | США Іспанія |

Приз екуменічного журі
| Секція   | Лауреат                       | Країна            |
| -------- | ----------------------------- | ----------------- |
| Конкурс  | Між рядами, реж. Томас Стубер | Німеччина         |
| Панорама | Стікс, реж. Вольфганг Фішер   | Німеччина Австрія |
| Форум    | Театр війни, реж. Лола Аріас  | Аргентина Іспанія |

Приз ФІПРЕССІ
| Секція   | Лауреат                              | Країна   |
| -------- | ------------------------------------ | -------- |
| Конкурс  | Спадкоємиці, реж. Марчело Мартинессі | Парагвай |
| Панорама | Край річки, реж. Ісао Юкісада        | Японія   |
| Форум    | Слон сидить на місці, реж. Ху Бо     | КНР      |

Премія «Тедді»
| Категорія                                | Лауреат                                             | Країна          |
| ---------------------------------------- | --------------------------------------------------- | --------------- |
| Найкращий художній фільм                 | Жорстка фарба реж. Марсіо Реолон, Філіп Матцембахер | Бразилія        |
| Найкращий документальний фільм/фільм-есе | Bixa Travesty реж. Клаудія Присцилла, Кіко Гойман   | Бразилія        |
| Найкращий короткометражний фільм         | Три сантиметри, реж. Лара Зейдан                    | Велика Британія |
| Спеціальний приз журі                    | Obscuro Barroco, реж. Євангелія Краніоті            | Франція Греція  |
| Приз журі читачів журналу «Mannschaft»   | Спадкоємиці, реж. Марчело Мартинессі                | Парагвай        |